# Lee Dorrian

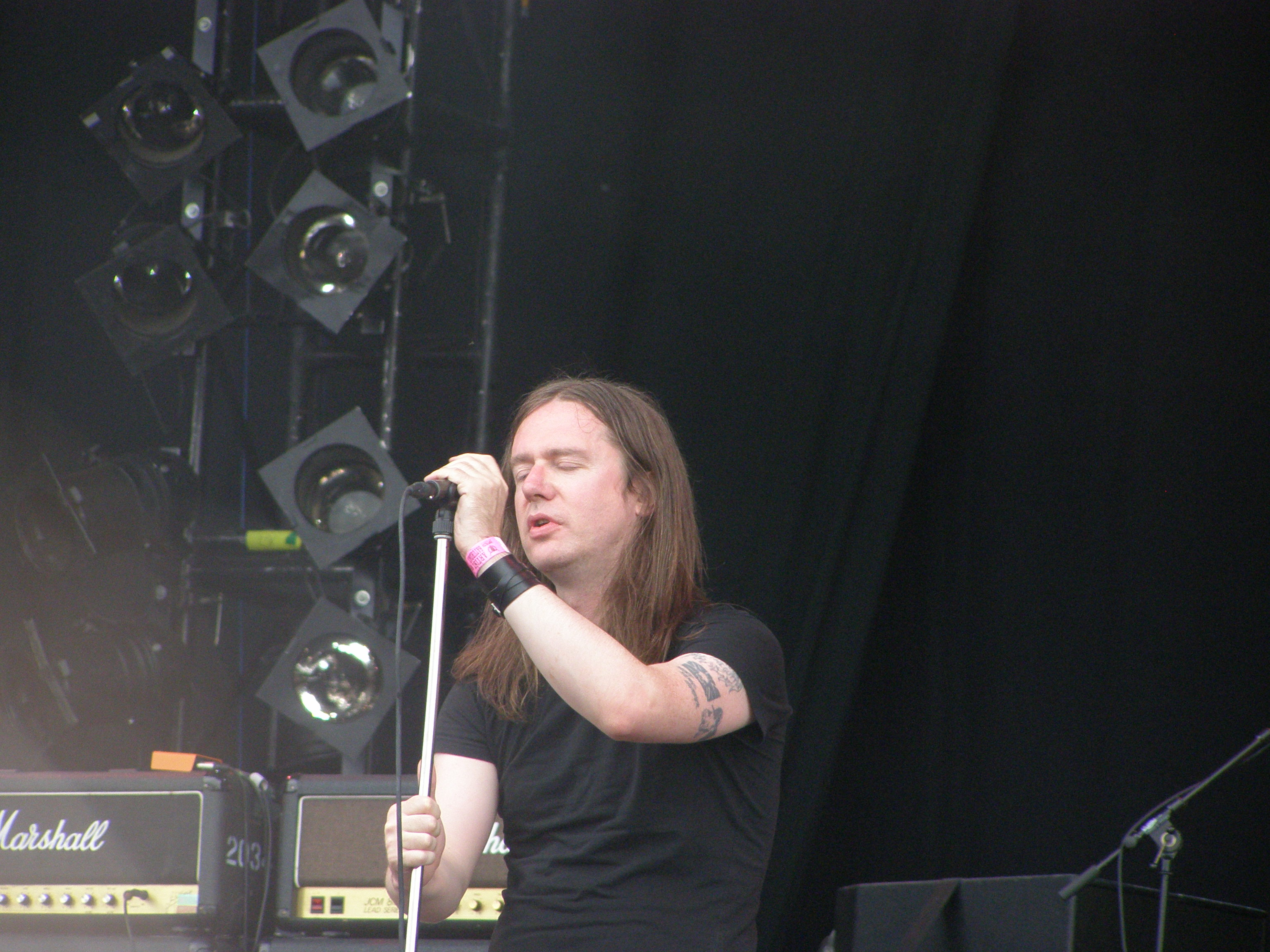
Lee Dorrian live 2009

Lee Dorrian (* 1968; eigentlich: Lee Robert Dorrian) ist ein englischer Sänger aus Coventry. Er war zunächst eine Zeit lang bei Napalm Death aktiv und gründete anschließend die Band Cathedral.

## Biografie

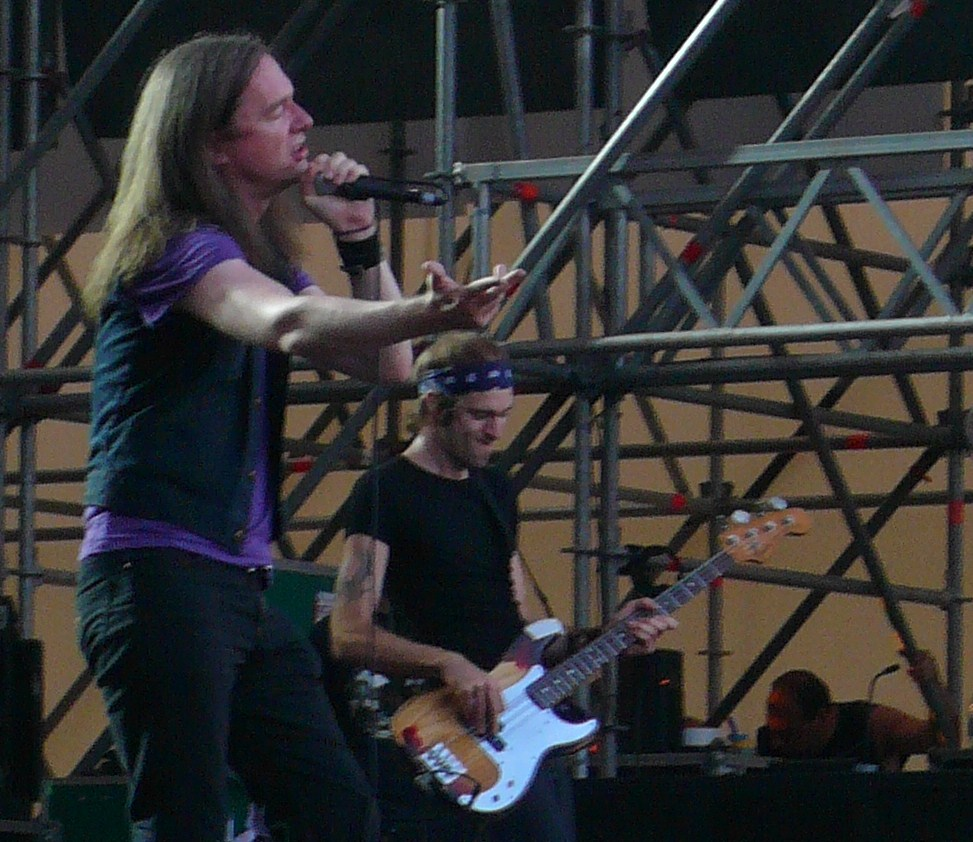
Lee Dorrian mit Cathedral 2009

Lee Dorrian veranstaltete im Hand & Heart-Club Hardcore-Konzerte und lernte so Mick Harris kennen. 1986 stieg Dorrian bei Napalm Death ein. Die erste gemeinsame Show fand als Vorgruppe von Antisect und Heresy statt. 1987 erschien das Debütalbum Scum, das auf der A-Seite Lieder beinhaltete, die aus einer früheren Besetzung von Napalm Death stammten. Lee Dorrian ist auf der B-Seite mit 16 Liedern zu hören. 1988 singt er das zweite Album From Enslavement to Obliteration und 1989 die Extended Play Mentally Murdered. Dorrian organisierte 1989 eine zweiwöchige Japan-Tournee mit der Band S.O.B., die zu den Einflüssen von Napalm Death zählte. Während der Tour traten interne Querelen auf, da die Tour sehr schlecht organisiert war und mehr Kosten verursachte, als eingenommen wurde. Unabhängig davon verstanden sich die Bandmitglieder untereinander nicht mehr und lange unterdrückte Konflikte traten auf der Tournee offen zutage. Zusammen mit Bill Steer verließ er die Gruppe nach der Tour.
Nach seinem Ausstieg gründete Dorrian die Band Cathedral, die bis heute aktiv ist. Mit dieser Band spielte er überwiegend Doom Metal mit einigen wenigen Anleihen aus dem Death Metal. Sein Gesang änderte sich von den gutturalen Grunzlauten bei Napalm Death hin zu einem tieferen Klargesang. Insgesamt erschienen neun Alben sowie diverse weitere Tonträger der Gruppe. In den späten 1980ern gründete er das Label Rise Above Records, das zunächst als Grindcore-Label gegründet wurde, doch in den 1990ern zu einem Doom-Metal-/Stoner-Rock-Label wurde.
Dorrian war außerdem an der Drone-Doom-Supergroup Teeth of Lions Rule the Divine beteiligt.

## Diskografie

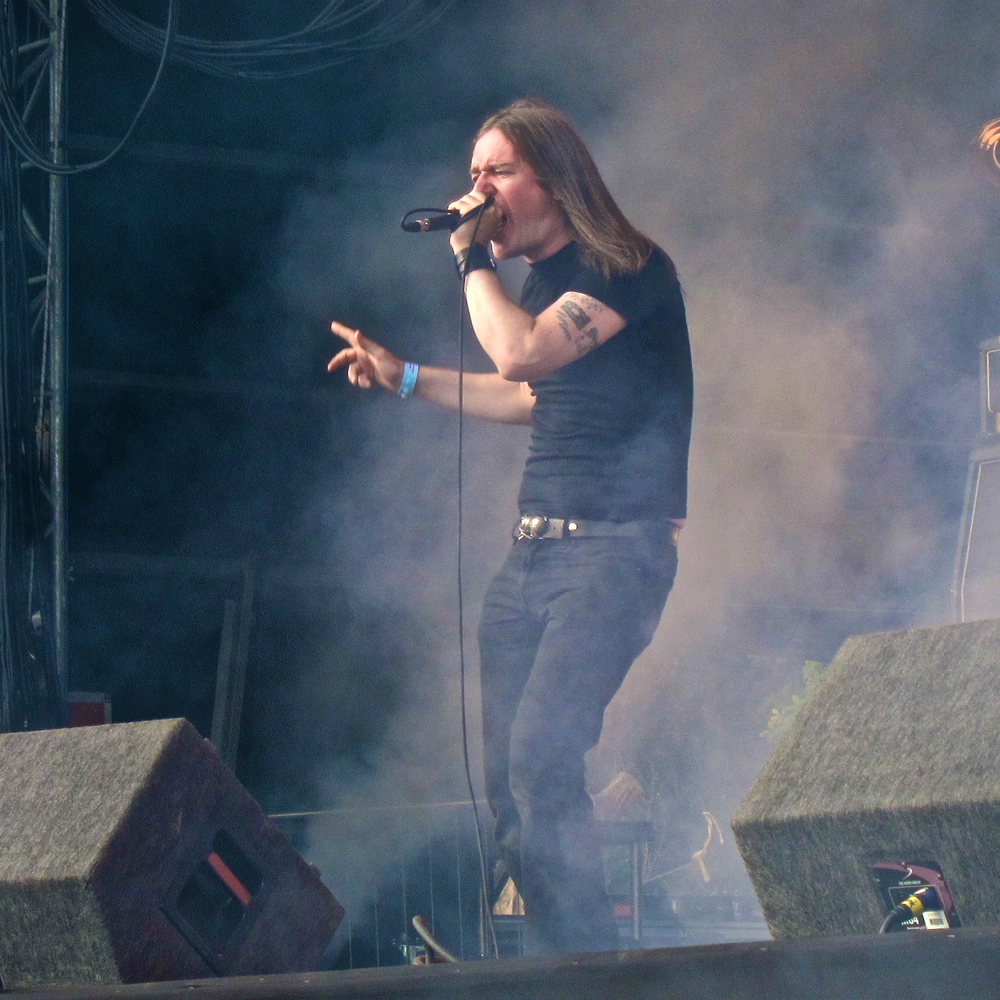
Lee Dorrian live 2010

### Mit Napalm Death
- 1987: Scum (B-Seite)
- 1988: From Enslavement to Obliteration
- 1989: Mentally Murdered (EP)
- 1989: Napalm Death/S.O.B. (Split-7’’)
- 1989: The Peel Sessions
- 1991: Death by Manipulation (Kompilation)

### Mit Cathedral
- siehe Cathedral (Band)#Diskografie

### Mit Septic Tank
- siehe Septic Tank#Diskografie

### Weitere Projekte
- 1999: Various Artists: Rise 13 – Magick Rock Vol. 1 (Kompilation, Zusammenstellung gemeinsam mit Will Palmer)
- 2002: Teeth of Lions Rule the Divine: Rampton (Album)

### Gastbeiträge
- 1989: S.O.B.: Thrash Night (7’’) Backing Vocals
- 1992: Ripcord: More Songs About… (Kompilation) Gesang bei Never Again (Discharge-Cover) und Walls (Siege-Cover)
- 1995: Paul Chain: Alkahest (Album) Backing Vocals bei Sand Glass
- 2002: Paradise Lost: Symbol of Life (Album) Duett mit Nick Holmes bei Erased
- 2004: Probot: Probot (Album) Gesang bei Ice Cold Man
- 2006: Ripcord: Live At Parkhof Alkmaar Holland – 18/09/1988 (Livealbum) Urheber des Bilds auf dem Backcover, Gesang bei Walls
- 2007: Chrome Hoof: Pre-Emptive False Rapture (Album) Gastgesang bei Astral Suicide